# Jim Henson
James Maury „Jim” Henson (n. 24 septembrie 1936; d. 16 mai 1990) a fost un păpușar american, cel mai bine cunoscut ca fiind creatorul păpușilor Muppets. Ca păpușar, Henson a jucat în diferite programe de televiziune, cum ar fi Sesame Street și The Muppet Show, dar și în filme ca The Muppet Movie și The Great Muppet Caper. A fost creator de păpuși pentru proiecte ca Fraggle Rock, The Dark Crystal și Labyrinth. Ca regizor de film a obținut nominalizări la Premiul Oscar, iar ca producător de televiziune a fost câștigător al Premiului Emmy. Este, de asemenea, și fondatorul The Jim Henson Company, Jim Henson Foundation și Jim Henson's Creature Shop. A murit de streptococcus pyogenes pe 16 mai 1990.
Henson s-a născut în Mississippi și a studiat la Universitatea Maryland, fiind unul dintre cei mai notorii păpușari din istorie. Fiind student în anul întâi la Universitate, Henson a creat Sam and Friends; după problemele pe care le-a avut cu programele pe care el le crease, în cele din urmă, a fost selectat să participe în cadrul seriei Sesame Street. În același timp, a participat în cadrul serialului de comedie Saturday Night Live. Succesul seriei Sesame Street a dat naștere programului The Muppet Show, care a inclus păpuși create de Henson. De asemenea, în ultima parte a vieții, a creat în colaborare cu Michael Jacobs emisiunea de televiziune Dinosaurs. În 1992, a primit post-mortem premiul Curajul de conștiință din partea The Peace Abbey, iar la 16 iunie 2011 a primit postum premiul Disney Legends.